# Patrick Epapè
Patrick Epapè est un réalisateur camerounais. Il est connu pour ses films documentaires Life sorti en 2010 et Pungu Aviation sorti en 2020.

## Biographie

### Débuts
Patrick Epapè fait une formation d’ingénieur informaticien et travaille pendant plusieurs années comme technicien audiovisuel dans des entreprises au Cameroun, puis comme formateur. Il obtient par la suite une bourse du ministère français des Affaires étrangères qui lui permet de poursuivre ses études dans une école supérieure de cinéma en France. 

### Carrière
En 2010, il écrit et réalise son premier long métrage documentaire intitulé Life. Le film, tourné à Douala et produit par la maison de production belge Néon Rouge Production, retrace le quotidien de 4 jeunes femmes qui travaillent dans des cabarets la nuit et sont danseuses dans des clips vidéos le jour. Le film rencontre un grand succès et est sélectionné pour de nombreux festivals internationaux dont le Festival international du film francophone de Namur en Belgique en 2010, en 2011 pour le festival vues d'Afrique à Montréal, le festival international du film d'Amiens et le Festival International de Programmes Audiovisuels de Biarritz en France, en 2012 par le Festival International du Cinéma des Peuples Ânûû-rû Âboro et en 2016 pour le festival Films Femmes Afrique à Dakar. 
En 2016, il participe en tant que Régisseur général tournage à l'adaptation de Il faut beaucoup aimer les hommes par la compagnie Das Plateau. 
En 2017, il sort Rio dos camaroes, un film documentaire sur l'histoire du Cameroun et du peuple Sawa et l'action du patriarche Valère Epée pour la préservation de la culture et la récupération des objets d'art.  En 2019, il sort Tet'Ekombo, le père de la patrie, un film en hommage au Roi Rudolf Douala Manga Bell pendu le 8 août 1884. 
En 2020, il réalise Pungu-aviation, un film documentaire qui raconte le quotidien des cultivateurs, producteurs de noix de palme du le village Pungu Aviation dans la commune de Kribi, qui souffrent de l'implantation des plantations de la Socapalm et sont menacés d'expropriation. Le film dont le tournage a duré 3 années, a bénéficié du soutien financier de la Socapalm. Le film est diffusé pour la première fois le 3 novembre 2020 à Yaoundé.  
En octobre 2022, le film Pungu-aviation est présenté au Festival international du film panafricain de Cannes,.

## Filmographie
| Année | Film                             | Rôle        | Durée  | Production                       |
| ----- | -------------------------------- | ----------- | ------ | -------------------------------- |
| 2010  | Life                             | Réalisateur | 74min  | Néon rouge Production - Belgique |
| 2017  | Rio dos camaroes                 | Réalisateur | 99min  | ARDC                             |
| 2019  | Tet'Ekombo, le père de la patrie | Réalisateur |        | Association Dibambe La Sawa      |
| 2020  | Pungu                            | Réalisateur | 120min | Socapalm Kienké                  |